# Imprenta y Editorial Minerva
La Imprenta y Editorial Minerva es una empresa peruana fundada en 1925 por los hermanos Mariátegui. Su impulsor y director artístico fue el pensador socialista José Carlos Mariátegui. Fallecido este en 1930, la dirección de la empresa recayó en su viuda, Anna Chiappe, y posteriormente, en Sandro Mariátegui, hijo de ambos.

## Historia

### Inicios
La Imprenta y Editorial Minerva fue fundada por los hermanos Julio César y José Carlos Mariátegui. Fue inaugurada el 31 de octubre de 1925, con sede en la calle Sagástegui 669, actualmente en la avenida Abancay, en Lima. Para llevar adelante este proyecto, los hermanos Mariátegui adquirieron una máquina impresora modelo Export 6 y una máquina guillotina, ambas de la empresa turinesa Società Nebiolo. La empresa se inició con un capital de 3000 libras peruanas, del cual, 2250 fue aportado por Julio César y 750 por José Carlos. Julio César se encargó de la gerencia administrativa, editorial e industrial, con un sueldo de diez libras peruanas. José Carlos, como director artístico y literario, se encargó del desarrollo del plan de publicaciones, así como de la selección de fuentes tipográficas modernas, tomando como referente los estilos gráficos de las revistas de vanguardia de Europa.
La constitución formal de la sociedad se dio el 21 de octubre del 1926, a través de la notaria e inscripción en los registros públicos. Cerca de un 30% de las utilidades estaría destinado a un fondo de reserva. Se especificó que la sociedad tendría una duración de 10 años a partir de la fecha de su constitución legal.

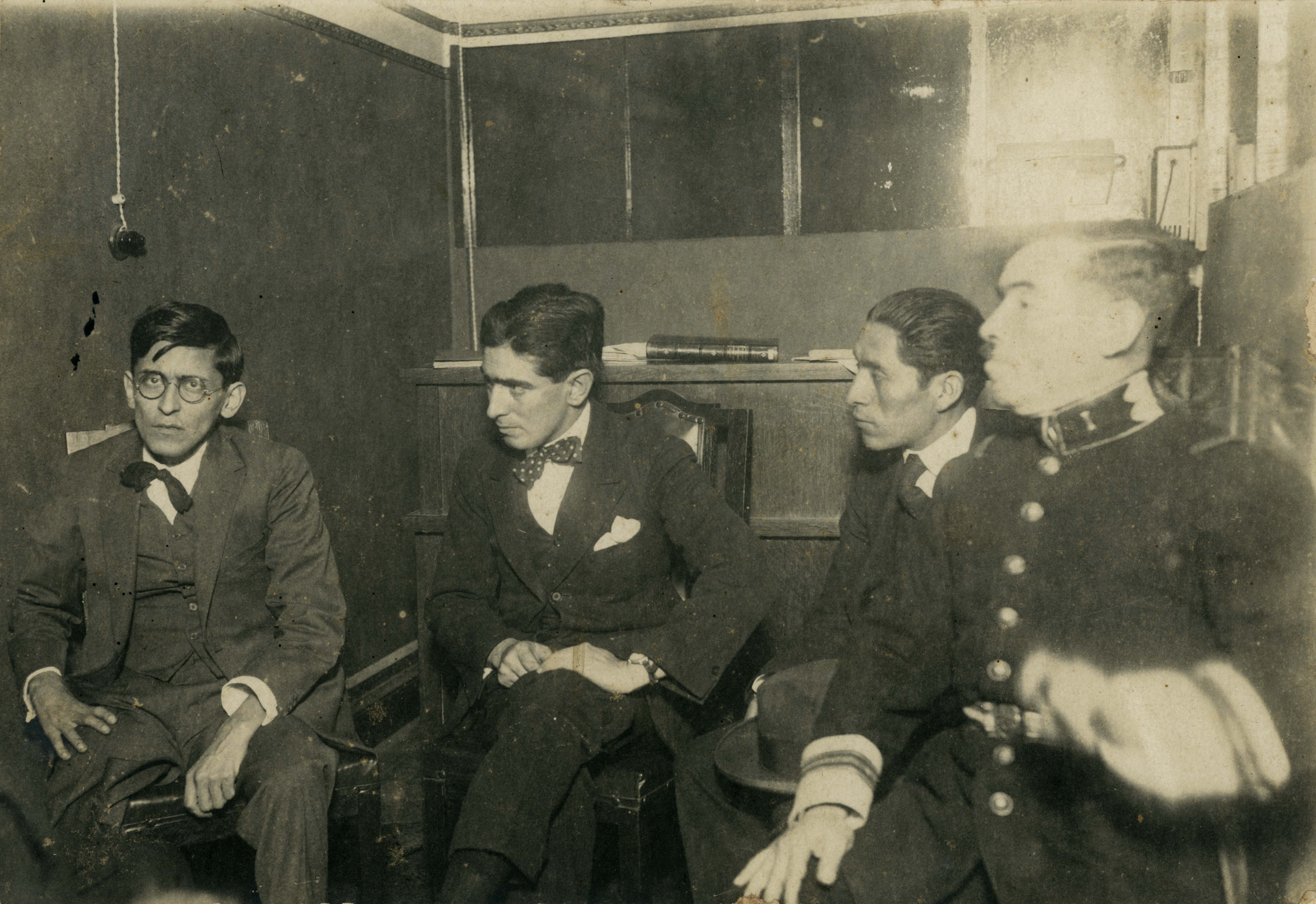
José Carlos Mariátegui (a la izquierda) en la inauguración de la Editorial Minerva (1925).

### Enfoque humanista y universalista
En el boletín bibliográfico de las Ediciones Minerva «Libros y Revistas : Bibliografía, Crítica, Noticias Literarias, Científicas y Artísticas», define el enfoque humanista y universalista de la editorial:

Se ha fundado esta Editorial con el objeto de dotar a la cultura peruana de una verdadera y orgánica casa de ediciones científicas, literarias y artísticas, que acerque a los autores al público, que contribuya al intercambio intelectual hispano-americano y que difunda el libro peruano en el Perú y en el Continente. 

La Editorial Minerva quiere ser un hogar y un órgano de la producción científica, literaria y artística peruana. Publicará un libro mensual, elegido entre los que, originales e inéditos, reciba de escritores de la lengua y entre las traducciones especiales que encargue a sus colaboradores para revelar al público hispano-americano las más recientes producciones del pensamiento occidental. 
La Editorial Minerva asegurará a los autores la más extensa circulación de sus obras en el Perú, en América y en España. Sostendrá activo intercambio con las principales editoriales y librerías de las capitales ibero-americanas […]. 

Todas las personas cultas, –y en particular los hombres de ciencia y de letras,– son invitados a conceder su apoyo a este esfuerzo cultural.

En su afán de articular una red cultural de vanguardia, Mariátegui ideó Editorial Minerva como un eslabón editorial para publicar obras clave del pensamiento universal y crear un equilibrio a la dominación imperante de editoriales españolas en América Latina.

### Biblioteca Moderna
En 1925, bajo la serie Biblioteca Moderna, Mariátegui publicó su primer libro, La escena contemporánea, y empezó un agresivo plan de publicaciones que incluyeron obras literarias, históricas y sociales, muchas de su autoría, como los Siete ensayos de interpretación de la realidad peruana. Entre los autores peruanos que publicaron en Minerva figuran: Manuel Beingolea (Cuentos pretéritos), Luis Guillén (Corazón Payaso), Luis E. Valcárcel (Leyendas y Cuentos Inkas y Tempestad en los Andes), Antenor Orrego (Panoramas), Mariano Iberico (El nuevo absoluto), Abraham Valdelomar (La aldea encantada y Los hijos del sol); Alcides Spelucín (El libro de la nave dorada), Magda Portal (Una esperanza i el Mar), Serafín Delmar (Radioprogramas del Pacífico), José María Eguren (sus poemas Simbólicas, La canción de las figuras, Sombras y Rondinelas), Ricardo Martínez de la Torre (El movimiento obrero de 1919), José Vara Llanos (El hombre del Ande que asesinó su esperanza), Juan Pedro Paz Soldán (El héroe nacional del Perú Don Francisco Vidal), Ernesto Reyna Zegarra (El Amauta Atusparia. La sublevación indígena de Huaraz en 1885), Fortunato Quesada (La acción gremial), Abelardo Solís (Historia de Jauja) y Carlos Oquendo de Amat (Cinco metros de poemas). La editorial no solo se contentó con textos literarios, también incluyó algunos libros técnicos, científicos y legislativos: Eladio Lanatta (Algunas consideraciones sobre el cáncer en el Perú), Manuel Augusto Olaechea (Síntesis de las lecciones dictado por el catedrático del segundo curso de derecho civil en la Universidad Nacional Mayor de San Marcos) y José León Varanderán (La constitución de 1919). También publicaron obras en español de reconocidos escritores universales como el ruso Máximo Gorki (Lenin y el campesino), el rumano Panait Istrati (Kira Kyralina y L’oncle Ángel), el francés Raymond Radiguet (El diablo en el Cuerpo) y Waldo Frank (Nuestra América).
En suma, entre 1925 y 1930 se publicaron 46 obras, muchas de las cuales han tenido una influencia central en la vida intelectual y literaria del país. La ideología de sus publicaciones estaba orientada a la difusión de obras de literarias y del pensamiento tanto peruano como extranjero. Si bien era indudable su cercanía con pensadores socialistas, la selección de autores y temas era amplia y de apertura, incluyendo también a representantes de burguesía ilustrada conservadora.
La editorial se convirtió en una potente productora de publicaciones. En 1929, durante el Concurso Literario de la Municipalidad de Lima "Concurso Literario de la Fiesta de la Raza", cuatro libros de la editorial Minerva fueron premiados: Tempestad en los Andes de Luis E. Valcarcel; Historia de Jauja de Abelardo Solís; El hombre del Ande que asesinó su esperanza de José Varallanos; y, Una esperanza i el mar de Magda Portal (en un jurado compuesto por autoridades como Luis Varela y Orbegozo, Luis Alberto Sánchez, y el Rvdo. Padre Domingo Angulo).[cita requerida]
En general, se tiene bien poco estudiando el aspecto de Mariátegui como editor y emprendedor editorial.

### RevistaAmauta

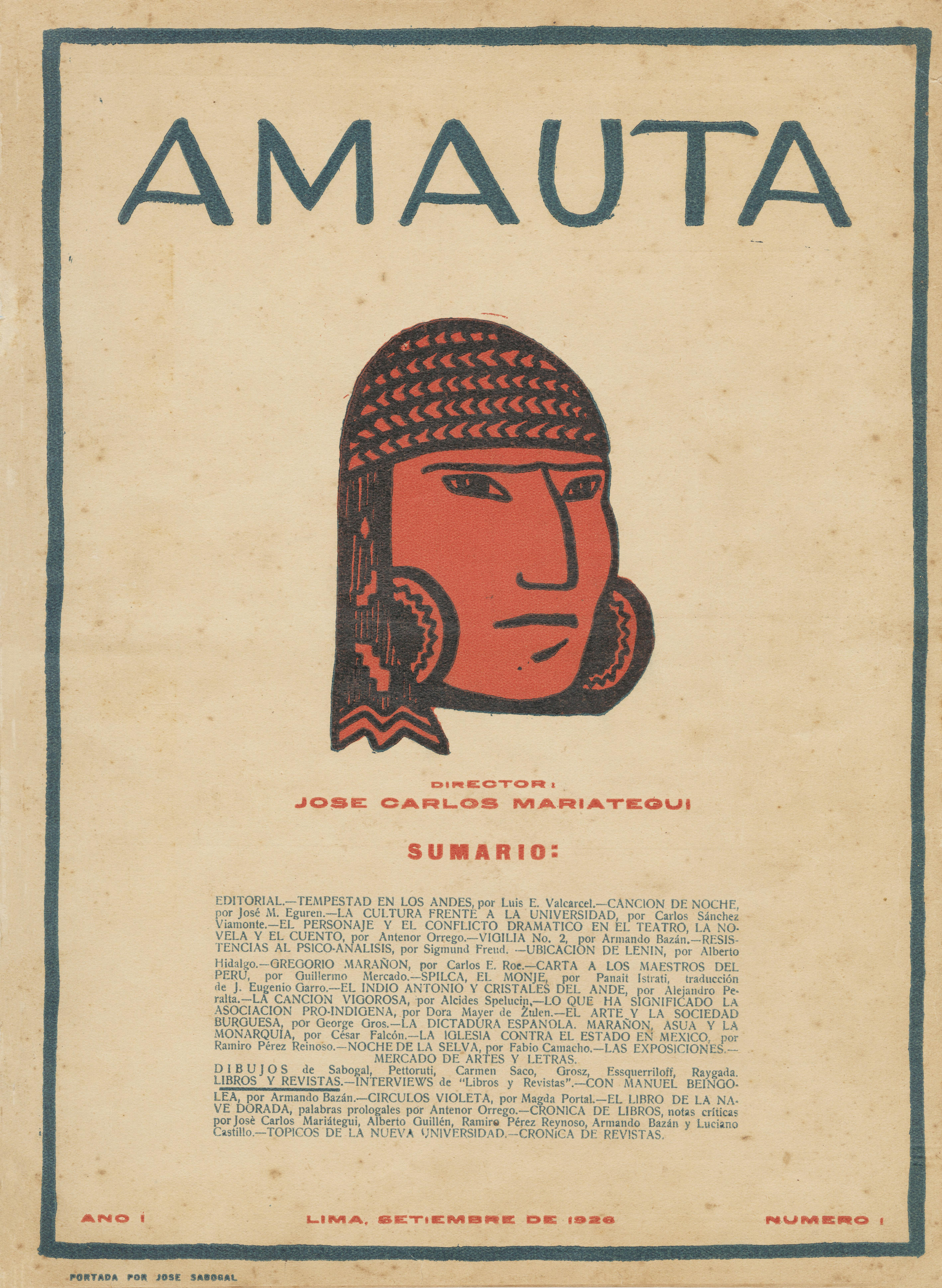
Número 1 de la revista Amauta, impresa en Minerva.

También fueron editados revistas como La Gaceta Médica Peruana (dirigida por Carlos Roe) y La Perricholi (dirigida por Gastón Roger), el periódico La Humanidad (dirigido por Lucas Oyague), las revistas Excelsior y Ministerio (a cargo de alumnos del Colegio Guadalupe) y las revistas El Financista y La Industria a cargo del publicista Carlos Rosas Morales.
Pero fue de más trascendencia para la cultura en el Perú la edición de la revista Amauta, fundada por el mismo José Carlos Mariátegui, cuyo primer número apareció en septiembre de 1926. Su propósito era ser una revista crítica de vanguardia. En ella colaboraron intelectuales de la época, como Jorge Basadre, Luis E. Valcárcel, José María Eguren, Víctor Raúl Haya de la Torre, Antenor Orrego, Luis Alberto Sánchez. En el aspecto gráfico, reunió y difundió el trabajo de la generación indigenista, que encabezaban José Sabogal y Julia Codesido.

### Años posteriores
Luego de la muerte de José Carlos Mariátegui, el negocio se enfocó en la venta de útiles escolares y producción de cuadernos escolares. Su viuda, Anna Chiappe y sus hijos reorientaron el negocio hacia el servicio de la clientela escolar, publicando numerosos textos de estudio así como el famoso cuaderno Minerva.
En los años 80 la empresa contaba con tres locales comerciales: el emblemático local de Larco 299, otro en la esquina de la Avenida La Paz con Manuel Bonilla, y otro en San Borja, orientados no solo a la venta de cuadernos, sino de útiles escolares, accesorios de oficina y escritorio, suministros de cómputo, entre otros. Es así que Minerva, bajo el lema de «Calidad superior al menor precio» se enfocó en la venta de productos de excelente calidad, y servicio personalizado a sus clientes.[cita requerida]
En el año 2015 la empresa y la marca Minerva fue adquirida por la cadena de librerías Tai Loy.
Parte de la historia de la editorial Minerva se exhibe en la Casa museo del Amauta.

## Imprenta "Export 6" Nebiolo
Un componente clave para la autonomía intelectual del proyecto editorial de Mariátegui fue la compra de la imprenta y máquina tipográfica con entintado cilíndrico "Export 6", de la marca Nebiolo & Comp. - Torino, con un peso de cuatro toneladas, comprada por Julio César Mariátegui el 12 de marzo de 1925 en la ciudad de Turín, Italia por mediación de la empresa Reiser & Compañía. El Archivo Mariátegui conserva las facturas de dicha máquina, cuyo costo fue de 49.368 liras.
La imprenta fue donada a la Casa de la Literatura Peruana en junio de 2016 por los descendientes de Julio César Mariátegui. En enero de 2017 el cineasta español Daniel Lagares estrenó el documental Minerva: elogio de la máquina, producido por la Casa de la Literatura Peruana. Luis Alberto Castillo, en su libro La máquina de hacer poesía [imprenta, producción y reproducción de poesía en el Perú del siglo XX], dedica un capítulo entero a dicho máquina y al valor y rescata el valor de la imprenta a lo largo de la historia y su vínculo con la creación literaria (sobre todo con la poesía) y el caso de Mariátegui y su carácter múltiple, como escritor, editor, director artístico de la imprenta, e intelectual comprometido con los movimientos sociales.

## El logo de Minerva
El nombre “Minerva” fue concebido por José Carlos Mariátegui, apelando a la Diosa de la sabiduría y las artes de la mitología romana. 
Mariátegui encargó la creación del logo original al artista peruano Emilio Goyburu. El logo ha ido evolucionando a través de los años, siempre manteniendo los atributos de la marca.